# Эретока
Эретока (бисл. Eretoka), также Хат, Ретока, Арток — небольшой необитаемый остров в провинции Шефа тихоокеанского государства Вануату. Расположен к западу от острова Эфате. В 1960-х годах на острове был построен маяк.

## География

Карта острова и близлежащих районов.

Остров протянулся на 2,3 км в северо-восточном и юго-западном направлениях, его максимальная ширина равняется 670 метрам. В центре острова возвышается «шапка» из коралловой извести над стратифицированной пемзой высотой около 90 метров. Вокруг центра острова простирается широкий и ровный участок из песка и известняка, который был приподнят над поверхностью воды во время последнего поднятия морского дна; большая часть этой территории находится на высоте не более пяти метров над уровнем моря.

## История
Рой Мата, могущественный меланезийский правитель XIII века, был похоронен на острове Эретока. На проникновение в его тщательно продуманную по своему устройству гробницу было объявлено табу. Захоронение, содержавшее также тела 25 членов свиты правителя, было обнаружено французским археологом Хосе Гарранджером в 1967 году. В 2008 году три объекта на островах Эфате, Лелепа и Эретока, связанные с легендарным вождём, были внесены в список Всемирного наследия ЮНЕСКО.